# Sint-Martens-Bodegem
Sint-Martens-Bodegem is een deelgemeente van Dilbeek, gelegen in het Pajottenland, in Vlaams-Brabant. Sint-Martens-Bodegem was een zelfstandige gemeente tot aan de gemeentelijke herindeling van 1977.

## Toponymie
Lange tijd werd aangenomen dat de vermelding 'Bodenghem' in de stichtingsoorkonde van de abdij van Affligem (1086) betrekking had op Bodegem, maar het gaat wellicht om een verwarring met het gehucht Beugem onder Moorsel bij Aalst. De stichting van een vroege dorpskern laat zich linguïstisch nochtans aantonen (Bodegem < Bodingahaim); ook de veldverdeling volgens een mansus-kadaster — die wijst op agrarische uitbating volgens een post-Karolingisch hofstelsel — werkt overtuigend. Het ontstaan van de gehuchten Honsem en Wolsem kan linguïstisch met deze periode verband houden.

## Geschiedenis

### Middeleeuwen
Tijdens de middeleeuwen en het ancien régime had Bodegem als moederkerk de Onze-Lieve-Vrouwdekathedraal te Kamerijk. De pastoors van Bodegem hielden de parochie als personaat van een kanunnik van het Sint-Gorikskapittel te Kamerijk. Als gevolg van de bisdomshervorming van 1559 werd het personaat van Bodegem onderdeel van een prebende in het Sint-Romboutskapittel van Mechelen. Aan het personaat was een uitgestrekt allodiaal goed verbonden te Bodegem. Hierop werd de huidige Sint-Martinuskerk gebouwd.
Bodegem had tijdens de middeleeuwen een tweeledige heerlijkheid. De heerlijkheid met lagere en middeljurisdictie, inclusief cijns- en leenhof over ongeveer 97% van de grondoppervlakte, was een achterleen van de heren van Dongelberg. Deze waren op hun beurt vazal van de hertog van Brabant. In deze heerlijkheid werd recht gesproken naar de Costume van Leeuw. Voor het administratief protocol droeg de betrokken dorpsheer de titel van "heer IN Bodegem". Hij had zijn residentie op het kasteel Castelhof.
De hertog van Brabant beschikte daarnaast ook nog over de hogere jurisdictie. Deze werd vanaf de 13e eeuw aan de heer van Gaasbeek in leen gegeven. Hij droeg de titel "heer VAN Bodegem". In deze heerlijkheid werd recht gesproken volgens de Costume van Leuven. Afgezien van de rechtspraak, heeft deze heerlijkheid ook betrekking op ongeveer 3% van het grondgebied (veelal onder vorm van pachtgoed).
Het landcharter van Bodegem, uitgevaardigd in 1279 is een der oudste dorpskeuren van het hertogdom Brabant. Het regelde de rechten en plichten van de dorpsheer ten aanzien van zijn onderdanen.
In 1749 werden de beide heerlijkheden in één hand verenigd bij de graven van Tirimont, tevens baronnen van Gaasbeek.

## Geografie

### Hydrografie

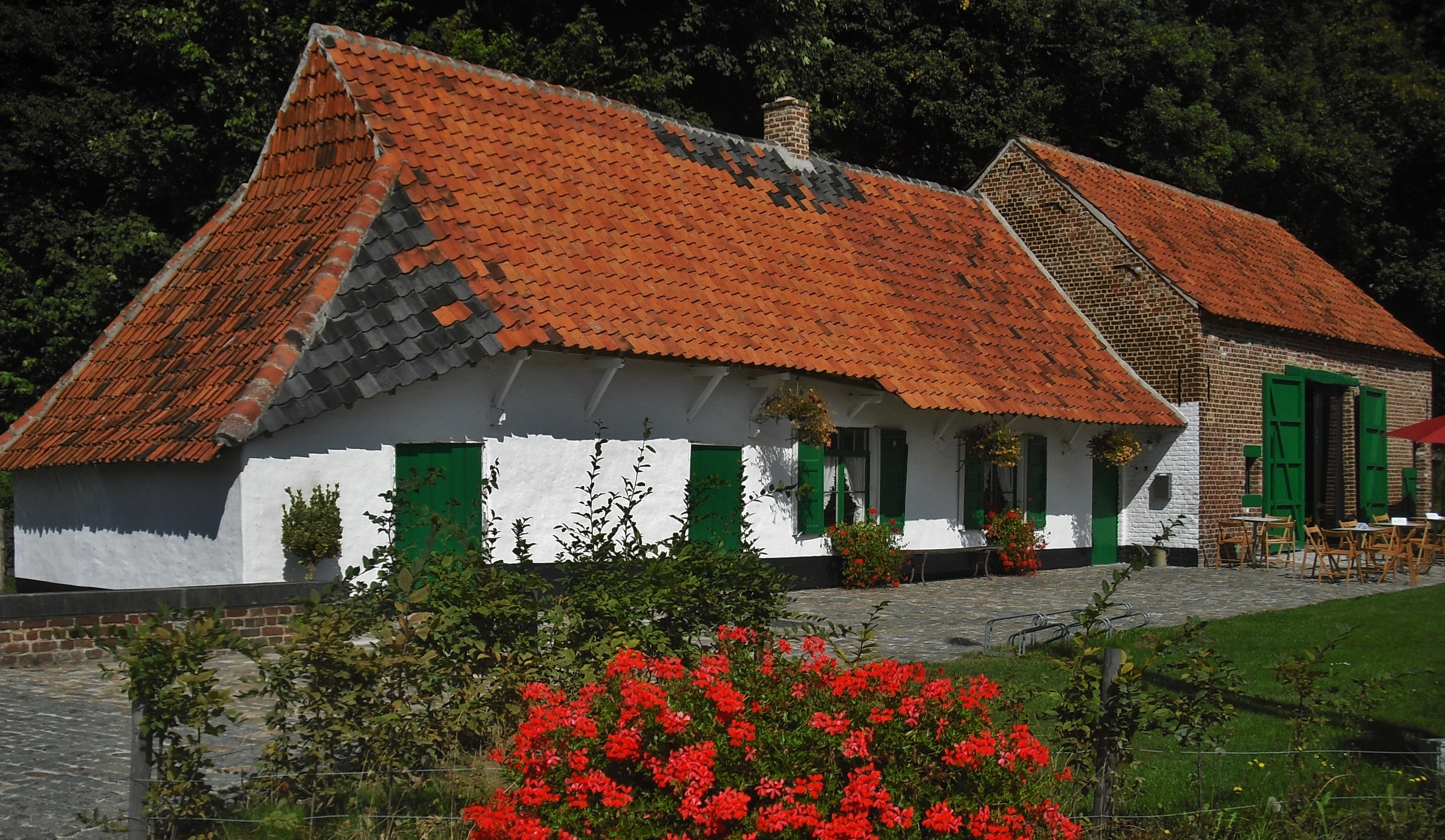
Huisje Mostinckx in Sint-Martens-Bodegem

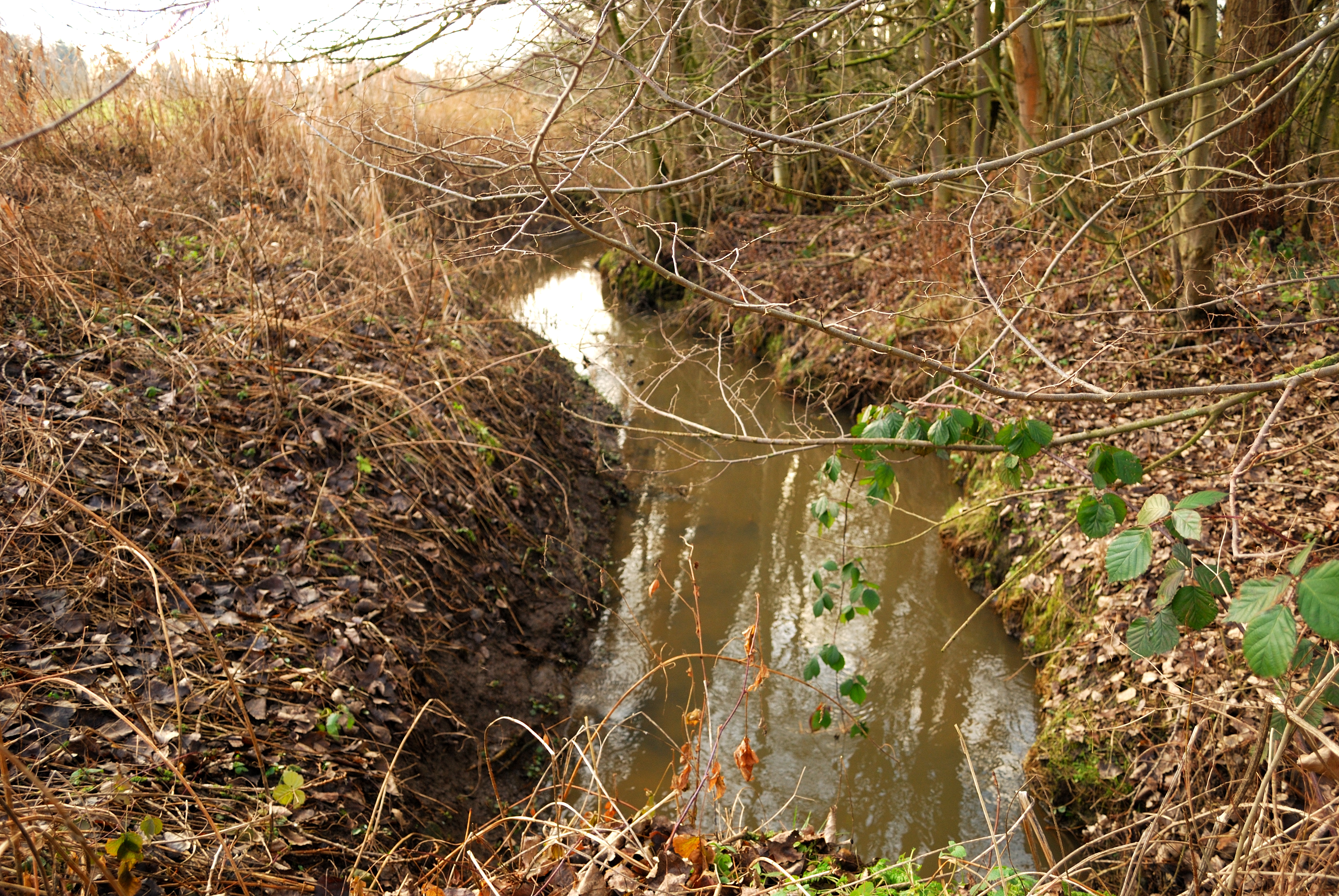
De Molenbeek-Zuid tussen Sint-Martens-Bodegem en Sint-Ulriks-Kapelle

Op de grens met Sint-Ulriks-Kapelle loopt de Molenbeek, die uit Groot-Bijgaarden komt aangevloeid.
Van zuid naar noord wordt Bodegem doorkruist door de Zibbeek, waar aan de grens met Itterbeek de Plankenbeek (komende uit het Itterbeekse gehucht Plankenveld) bij aansluit. In het centrum van Bodegem voegt zich daar nog de Zierbeek bij (komende uit Schepdaal). De Zibbeek en Zierbeek voedden stroomafwaarts eertijds de maalvijver van de watermolen van Bodegem (nabij kasteel Castelhof) en mondde vervolgens uit in de Molenbeek op de grens met Sint-Ulriks-Kapelle.

## Bezienswaardigheden
- De Sint-Martinuskerk ligt op een kerkheuvel, is opgetrokken in laatgotische stijl en heeft een kruisbeuk met vieringtoren. De westbouw zou een romaanse oorsprong hebben (tot de 19e eeuw bevonden er zich nog rondvensters in de westgevel).
- het huisje Mostinckx
- Het Castelhof
- Het Kasteel Marlier

## Natuur en landschap

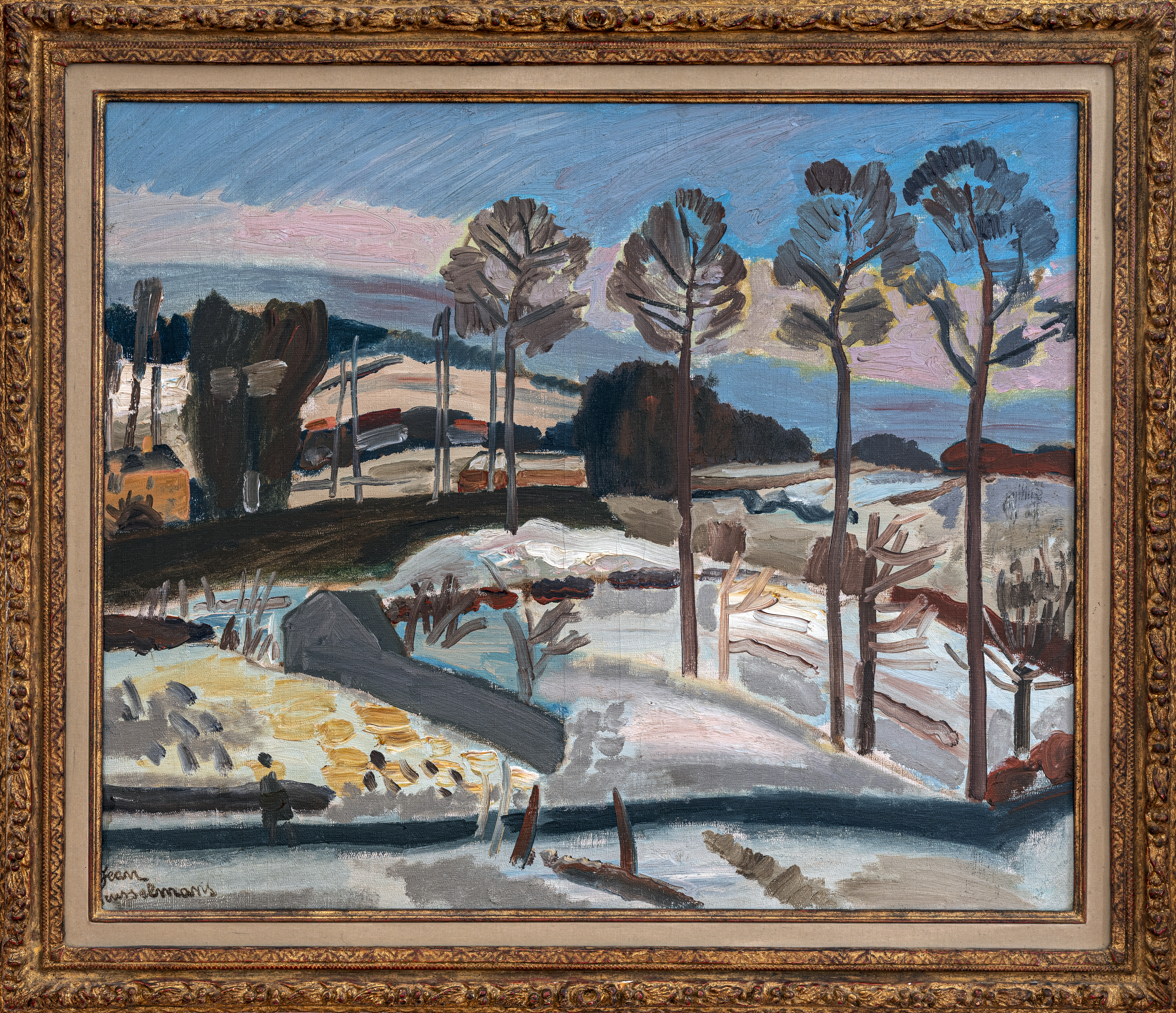
Landschap in Sint-Martens-Bodegem, geschilderd door Jean Brusselmans, 1923 (privécollectie)

Sint-Martens-Bodegem ligt op een hoogte van 30-67 meter. De plaats ligt aan de Zierbeek die in noordelijke richting stroomt.

## Demografische ontwikkeling
Sint-Martens-Bodegem was een zelfstandige gemeente tot aan de gemeentelijke herindeling van 1977.
- Bronnen:NIS, Opm:1831 tot en met 1970=volkstellingen; 1976 = inwoneraantal op 31 december

## Cultuur

### Antroponymie
De gehuchts- en hoevenamen Honsem en Droogenbroeck hebben zich volgens de Antroponymie ten laatste in de tweede helft van de 13de eeuw geleend tot de vorming van een familienaam. Dit zijn respectievelijk van Honsem, Honsem) en van Droogenbroeck (Droogenbroeck).

### Gastronomie
Op het dorpsplein van Sint-Martens-Bodegem bevindt zich het sterrenrestaurant Bistro Margaux. Ze kregen in 2011, amper een jaar na de opening, hun eerste Michelin-ster. Op 8 januari 2017 sloot het sterrenrestaurant de deuren om later te heropenen onder een nieuwe naam: Brasserie Julie, dat eind 2017 alweer een Michelin-ster mocht ontvangen.

### Verenigingen
- Bodegemse Kulturele Werkgemeenschap[2]
- Chiro Bodegem
- Erfgoedcel Pajottenland Zennevallei
- JK Vuilbak
- Koninklijke Fanfare De Vrije Belgen

## Nabijgelegen kernen
Ternat, Sint-Ulriks-Kapelle, Groot-Bijgaarden, Dilbeek, Itterbeek, Schepdaal